# Municipio de Grant (condado de Clay)
El municipio de Grant (en inglés: Grant Township) es un municipio ubicado en el condado de Clay en el estado estadounidense de Kansas. En el año 2010 tenía una población de 146 habitantes y una densidad poblacional de 1,67 personas por km².

## Geografía
El municipio de Grant se encuentra ubicado en las coordenadas 39°16′27″N 96°59′20″O / 39.27417, -96.98889. Según la Oficina del Censo de los Estados Unidos, el municipio tiene una superficie total de 87.43 km², de la cual 76,36 km² corresponden a tierra firme y (12,66 %) 11,07 km² es agua.

## Demografía
Según el censo de 2010, había 146 personas residiendo en el municipio de Grant. La densidad de población era de 1,67 hab./km². De los 146 habitantes, el municipio de Grant estaba compuesto por el 98,63 % blancos, el 0,68 % eran afroamericanos, el 0,68 % eran asiáticos. Del total de la población el 2,05 % eran hispanos o latinos de cualquier raza.